# Synagoga w Kluczborku
Synagoga w Kluczborku (niem. Synagoge in Kreuzburg) – nieistniejąca synagoga, która znajdowała się w Kluczborku, przy ówczesnej Oppelnerstrasse (obecna ul. Marii Skłodowskiej-Curie).

## Historia
Synagoga została zbudowana w 1886 roku. Jej uroczystego otwarcia dokonał miejscowy rabin Ferdinand Rosenthal, dnia 15 września tegoż roku. Podczas nocy kryształowej z 9 na 10 listopada 1938 roku bojówki hitlerowskie spaliły synagogę. W 1939 roku jej ruiny zostały wysadzone w powietrze. Po zakończeniu II wojny światowej nie została odbudowana.

## Architektura
Murowany budynek synagogi wzniesiono na planie prostokąta w stylu mauretańsko-neoromańskim. Projekt stworzył architekt Friedrich. Jej najbardziej charakterystycznym elementem była wielka kopuła wieńcząca fasadę oraz dwie mniejsze wieżyczki zwieńczone szpiczastymi daszkami. Na kopule znajdowała się gwiazda Dawida.